# Hormony tropowe
Hormony tropowe – grupa hormonów wydzielanych przez komórki przedniego płata przysadki mózgowej, których zadaniem jest regulacja wydzielania innych hormonów.
Z kolei wydzielanie hormonów tropowych jest regulowane przez podwzgórze, które wydziela liberyny oraz zwrotnie przez hormony produkowane przez gruczoły dokrewne, które same regulują. Działa tutaj zasada ujemnego sprzężenia zwrotnego.
Na przykład hormon tyreotropowy (TSH) wydzielany przez przedni płat przysadki mózgowej wpływa na zwiększenie wydzielania hormonów tarczycowych – tyroksyny (T4), a także trójjodotyroniny (T3). Poza tym TSH wpływa na zwiększenie ukrwienia gruczołu tarczowego, a także taką przebudowę strukturalną pęcherzyków tarczycowych, która pozwala sprostać wymogom zwiększonej czynności hormonalnej.

## Lista hormonów tropowych
- hormon tyreotropowy (TSH)
- hormon luteinizujący (LH)
- hormon folikulotropowy (FSH)
- hormon adrenokortykotropowy (ACTH)
- lipotropina (LPH)
- somatotropina (GH)
- melanotropina (MSH)

Przeczytaj ostrzeżenie dotyczące informacji medycznych i pokrewnych zamieszczonych w Wikipedii.